# 壘壁陣二
摩羯座ε，又名BD-20 6251，HD 205637、SAO 164520、HR 8260，是摩羯座的一颗恒星，视星等为4.68，位于銀經31.94，銀緯-44.99，其B1900.0坐标为赤經21h 31m 28.9s，赤緯-19° -44.99′ 51″。